# Colocleora binoti
Colocleora binoti là một loài bướm đêm trong họ Geometridae.